# Christmas Tree Farm
Christmas Tree Farm (englisch für ‚Weihnachtsbaumschule‘) ist ein Weihnachtslied der US-amerikanischen Popsängerin Taylor Swift.

## Hintergrund und Inhalt
Swift gab an, Christmas Tree Farm von den Weihnachtsferien inspiriert während des Wochenendes nach Thanksgiving geschrieben zu haben. Am 1. Dezember von dem englischen Produzenten Jimmy Napes in London aufgenommen wurde das Lied nach einer Produktionszeit von weniger als sechs Tagen veröffentlicht. Am 5. Dezember 2019 wurde das Lied schließlich bei Good Morning America angekündigt und um Mitternacht Ortszeit mit einem Musikvideo aus alten Kindheitsvideos Swifts veröffentlicht.

“My winter nights are taken up by static, stress and holiday shopping traffic. But I close my eyes and Iʼm somewhere else. Just like magic!”

„Meine Winternächte sind eingenommen von Stagnation, Stress und Feiertagseinkaufsverkehr. Aber ich schließe meine Augen und bin woanders. Ganz wie Magie!“

Christmas Tree Farm handelt von der Weihnachtsbaumplantage, auf jener Swift aufwuchs. Durch das Großstadtleben sehnt sie sich nach dem Leben auf der Baumschule. Swift singt außerdem über die Weihnachtsstimmung, Romantik, Familie und Nostalgie.

## Komposition
Christmas Tree Farm wurde von Swift komponiert. Das Lied wird zunächst langsam eingeleitet, bis das Tempo nach wenigen Sekunden dem eines gewöhnlichen schnellen und fröhlichen Weihnachts-Popsongs ähnelt. Das Weihnachtslied wurde in der Tonart G-Dur geschrieben und umfasst 134 bpm. Swifts Stimmumfang reicht dabei von D3 bis G5.

## Musikvideo
Das Musikvideo wurde unter der Regie von Swift geführt, die es auch produzierte. Bei der besungenen Weihnachtsbaumschule im Songtitel, auf dem Cover und im Musikvideo handelt es sich um die Pine Ridge Farm in Cumru Township, Berks County, Pennsylvania. Swift verbrachte die ersten Jahre ihrer Kindheit dort, bevor ihre Familie in die Nähe von Wyomissing, Pennsylvania und später nach Hendersonville, Tennessee zog. Das Musikvideo, das aus privaten Videos aus Swifts Kindheit besteht, beinhaltet Swift, ihren Bruder Austin sowie ihre Eltern Andrea und Scott. Ein Lyricvideo des Liedes wurde mitsamt dem Song und dem Musikvideo am 6. Dezember 2019 veröffentlicht. Am 23. Dezember 2019 wurde ein Making-Of-Video veröffentlicht. Im Januar 2020 hatte das Video bereits mehr als 10 Millionen Aufrufe auf YouTube.

## Live-Darbietungen und weitere Versionen
Swift sang das Lied zum ersten Mal am 8. Dezember 2019. Christmas Tree Farm war Teil ihrer Setlist beim Jingle Bell Ball 2019 in London. Am 13. Dezember 2019, ihrem 30. Geburtstag, sang Taylor Swift den Song bei iHeartRadio Z100s Jingle Ball in New York City.
Am 22. November 2021 veröffentlichte Swift Christmas Tree Farm (Old Timey Version), eine abgewandelte Version des Liedes, unter anderem untermalt durch ein klassisches Orchester.

## Mitwirkende
- Gesang – Taylor Swift
- Begleitgesang – Jimmy Napes
- Liedtexter/Komponist – Taylor Swift
- Produktion – Taylor Swift • Jimmy Napes
- Klavier – Jimmy Napes
- Schlagzeug – Ash Soan
- Bass – Jodi Milliner • Chris Laurence • Gus Pirelli
- Streichinstrumente – Bruce White • Simon Hale • Ian Burdge
- Waldhorn – John Thurgood • Laurence Davies • Martin Owen
- Abmischung – Serban Ghenea • John Hanes
- Toningenieur – Gus Pirelli • Jamie McEvoy • Joseph Wander • Will Purton
- Studiopersonal – Serban Ghenea • John Hanes • Gus Pirelli • Jamie McEvoy • Joseph Wander • Will Purton
- Stimmtraining – Lawrence Johnsen
- Chor – Canice-Mimi Otohwo • Destinee Knight-Scott • Glenn Tatenda Gwazai • Jessica Mae Obioha • Lorrain Briscoe • Margeauz Michelle Muzangaza • Paul Lee • Tarna Renae Johnson • Tehillah Daniel • The LJ Singers • Travis J Cole • Wayne Hernandez • Wendi Rose

## Kommerzieller Erfolg

### Chartplatzierungen
| Periode   | Höchstplatzierung, GesamtwochenChartplatzierungen (Periode, Platzierungen, Wochen) | Höchstplatzierung, GesamtwochenChartplatzierungen (Periode, Platzierungen, Wochen) | Höchstplatzierung, GesamtwochenChartplatzierungen (Periode, Platzierungen, Wochen) | Höchstplatzierung, GesamtwochenChartplatzierungen (Periode, Platzierungen, Wochen) | Höchstplatzierung, GesamtwochenChartplatzierungen (Periode, Platzierungen, Wochen) |
| Periode   | DE                                                                                 | AT                                                                                 | CH                                                                                 | UK                                                                                 | US                                                                                 |
| --------- | ---------------------------------------------------------------------------------- | ---------------------------------------------------------------------------------- | ---------------------------------------------------------------------------------- | ---------------------------------------------------------------------------------- | ---------------------------------------------------------------------------------- |
| 2019/20   | —                                                                                  | —                                                                                  | CH99 (1 Wo.)CH                                                                     | UK71 (2 Wo.)UK                                                                     | US59 (1 Wo.)US                                                                     |
| 2020/21   | —                                                                                  | —                                                                                  | —                                                                                  | UK83 (2 Wo.)UK                                                                     | —                                                                                  |
| 2021/22   | DE60 (2 Wo.)DE                                                                     | AT50 (4 Wo.)AT                                                                     | —                                                                                  | UK44 (5 Wo.)UK                                                                     | US62 a (5 Wo.)US                                                                   |
| 2022/23   | DE95 (2 Wo.)DE                                                                     | AT68 (2 Wo.)AT                                                                     | —                                                                                  | —                                                                                  | —                                                                                  |
| 2023/24   | —                                                                                  | —                                                                                  | CH93 (1 Wo.)CH                                                                     | UK46 (1 Wo.)UK                                                                     | —                                                                                  |
| 2024/25   | DE67 (1 Wo.)DE                                                                     | AT66 (1 Wo.)AT                                                                     | CH65 (1 Wo.)CH                                                                     | UK61 (1 Wo.)UK                                                                     | —                                                                                  |
| Insgesamt | DE60 (5 Wo.)DE                                                                     | AT50 (7 Wo.)AT                                                                     | CH65 (3 Wo.)CH                                                                     | UK44 (11 Wo.)UK                                                                    | US59 (6 Wo.)US                                                                     |

### Auszeichnungen für Musikverkäufe
| Land/Region                  | Auszeichnungen für Musikverkäufe (Land/Region, Auszeichnung, Verkäufe) | Verkäufe |
| ---------------------------- | ---------------------------------------------------------------------- | -------- |
| Australien (ARIA)            | Gold                                                                   | 35.000   |
| Neuseeland (RMNZ)            | Gold                                                                   | 15.000   |
| Vereinigtes Königreich (BPI) | Gold                                                                   | 400.000  |
| Insgesamt                    | 3× Gold ·                                                              | 450.000  |

Hauptartikel: Taylor Swift/Auszeichnungen für Musikverkäufe/Lieder